# Mavilly-Mandelot
Mavilly-Mandelot är en kommun i departementet Côte-d'Or i regionen Bourgogne-Franche-Comté i östra Frankrike. Kommunen ligger i kantonen Beaune-Nord som tillhör arrondissementet Beaune. År 2022 hade Mavilly-Mandelot 173 invånare.

## Befolkningsutveckling
Antalet invånare i kommunen Mavilly-Mandelot
Referens:INSEE